# William L. Ball

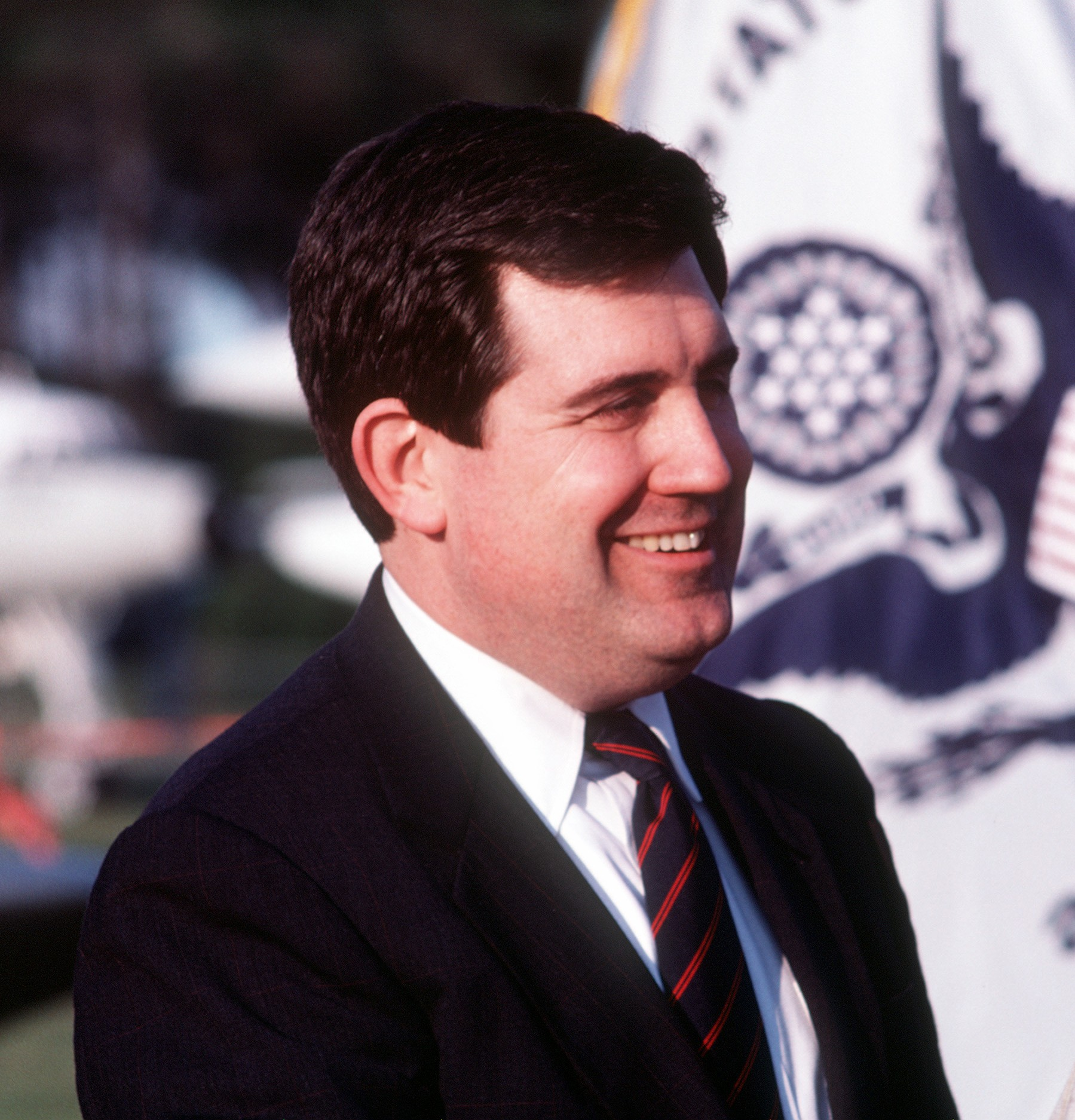
William L. Ball (1987)

William Lockhart Ball III (* 10. Juni 1948 in Belton, Anderson County, South Carolina) ist ein US-amerikanischer Geschäftsmann und ehemaliger Politiker, der von 1988 bis 1989 als Marinestaatssekretär der Vereinigten Staaten amtierte.

## Biografie
Ball erwarb 1969 einen Bachelor-Abschluss am Georgia Institute of Technology. Danach diente er sechs Jahre lang als Offizier in der United States Navy, ehe er in Washington, D.C. im Stab zweier US-Senatoren tätig war. Von 1975 bis 1977 arbeitete er für den Republikaner John Tower aus Texas, von 1978 bis 1980 für den Demokraten Herman Talmadge aus Georgia. Zwischenzeitlich stand er als Verwaltungsassistent in Diensten des Senate Committee on Armed Services; später war er noch einmal Mitglied des Stabes von John Tower.
Ab 1985 war Ball in der Reagan-Regierung beschäftigt. Zunächst fungierte er als Staatssekretär im Außenministerium (Assistant Secretary of State) unter George Shultz; im folgenden Jahr wurde er dann Cheflobbyist von Präsident Reagan. Am 28. März 1988 trat er schließlich die Nachfolge von Jim Webb als Secretary of the Navy im Verteidigungsministerium an. Dieses Amt übte er bis zum 15. Mai 1989 aus. Im Anschluss berief ihn Präsident George Bush in die Base Realignment and Closure Commission, ein Gremium zur Kontrolle der finanziellen Mittel bei den US-Streitkräften.
Nach seinem Abschied aus dem Staatsdienst übernahm Ball 1990 den Posten des Präsidenten der American Beverage Association, des Interessenverbandes der Getränkehersteller und Flaschenabfüller. 2006 wurde er Direktor bei der Loeffler Group, einer Beratungsgesellschaft mit Sitz in Washington. Überdies gehört er seit 2002 dem Kuratorium der Asia Foundation an, einer Non-Profit-Organisation, die für die Stärkung der Interessen Asiens eintritt.